# Municipio de Spencer (condado de Allen)
El municipio de Spencer (en inglés: Spencer Township) es un municipio ubicado en el condado de Allen en el estado estadounidense de Ohio. En el año 2010 tenía una población de 3067 habitantes y una densidad poblacional de 50,73 personas por km².

## Geografía
El municipio de Spencer se encuentra ubicado en las coordenadas 40°43′57″N 84°22′19″O / 40.73250, -84.37194. Según la Oficina del Censo de los Estados Unidos, el municipio tiene una superficie total de 60.46 km², de la cual 60,37 km² corresponden a tierra firme y (0,15 %) 0,09 km² es agua.

## Demografía
Según el censo de 2010, había 3067 personas residiendo en el municipio de Spencer. La densidad de población era de 50,73 hab./km². De los 3067 habitantes, el municipio de Spencer estaba compuesto por el 96,97 % blancos, el 0,42 % eran afroamericanos, el 0,13 % eran amerindios, el 0,33 % eran asiáticos, el 0,23 % eran de otras razas y el 1,92 % eran de una mezcla de razas. Del total de la población el 0,65 % eran hispanos o latinos de cualquier raza.